# Jan Batory
Jan Batory (* 23. August 1921 in Kalisz; † 1. August 1981 in Warschau) war ein polnischer Filmregisseur und Drehbuchautor.

## Leben
Batory studierte ab 1951 Regie an der Państwowa Wyższa Szkoła Filmowa (PWSF) in Łódź. 1956 erhielt er dort sein Regiediplom. Bereits 1953 hatte er (gemeinsam mit Henryk Hechtkopf) als Regieassistent von Wanda Jakubowska an Żołnierz zwycięstwa gearbeitet, 1955 drehte er, in Ko-Regie mit Hechtkopf, seinen ersten eigenen Film Berge brennen (Podhale w ogniu) über den Bauernaufstand des Aleksander Kostka Napierski im Polen des 17. Jahrhunderts.
1961 entstand der Kinderfilm Sein großer Freund, mit dem Batory im selben Jahr auf dem Filmfestival San Sebastián den Regiepreis und die Silberne Muschel gewann.
Sein nächster Film, Die zwei Monddiebe (O dwóch takich, co ukradli księżyc, 1962), gewann 1964 den Großen Preis auf dem Gijón International Film Festival und 1966 einen Preis auf dem Filmfestival Teheran. Der Kinderfilm nach dem gleichnamigen Roman von Kornel Makuszyński handelt von den verfressenen und geldgierigen Zwillingen Jacek und Placek (gespielt von den zwölfjährigen Zwillingsbrüdern Lech und Jarosław Kaczyński), die den Mond mit einem Fischernetz einfangen und verkaufen wollen. Mehr als 40 Jahre später kam der Film zu neuer Popularität, als die Kaczyński-Zwillinge als Präsident und Ministerpräsident die Republik Polen regierten.
Es folgten weitere erfolgreiche Filme für Kinder (Der Hengst Karino/Das Fohlen Karino mit Claudia Rieschel in der Hauptrolle der jungen Tierärztin, 1974 zunächst als 13-teilige Fernsehserie, 1976 als Kinofassung), aber auch Kriminalfilme (Der Fahrgast heißt Tod, 1963; Lösegeld, 1981), Spionagethriller (Begegnung mit einem Spion, 1964), Komödien (Heilmittel gegen Liebe, 1966) und Melodramen (Con amore, 1976).

## Filmografie
- 1955: Berge brennen (Podhale w ogniu) – Drehbuch und Regie mit Henryk Hechtkopf
- 1961: Sein großer Freund (Odwiedziny prezydenta)
- 1962: Die zwei Monddiebe / Von Zweien, die den Mond stahlen (O dwóch takich, co ukradli księżyc) – auch Drehbuch mit Jan Brzechwa
- 1963: Der Fahrgast heißt Tod / Tod eines Taxifahrers (Ostatni kurs) – auch Drehbuch mit Joe Alex
- 1964: Begegnung mit einem Spion (Spotkanie ze szpiegiem)
- 1966: Heilmittel gegen Liebe / Medizin gegen Liebe (Lekarstwo na miłość) – auch Drehbuch mit Joanna Chmielewska
- 1968: Dancing w kwaterze Hitlera – auch Drehbuch mit Andrzej Brycht
- 1969: Der letzte Zeuge (Ostatni świadek)
- 1972: Der See der Kuriositäten (Jezioro osobliwości) – auch Drehbuch mit Krystyna Siesicka
- 1974: Der Hengst Karino (Karino) (Fernsehserie) – auch Drehbuch mit Jan Dobraczyński
- 1976: Con amore (Con amore)
- 1976: Das Fohlen Karino / Karino, der Champion (Karino) – auch Drehbuch mit Jan Dobraczyński
- 1979: Skradziona kolekcja – auch Drehbuch mit Joanna Chmielewska
- 1981: Lösegeld (Zapach psiej sierści) – auch Drehbuch mit Wojciech Żukrowski